# J
J je enajsta črka slovenske abecede.

## Pomeni J
- v elektrotehniki j pomeni imaginarno enoto (ker je i že rezerviran za trenutno vrednost električnega toka)
- enota za energijo (Joule)